# Mandrage
Mandrage – czeski zespół pop-rockowy, działający w latach 2001–2020, pochodzący z Pilzna.

## Historia
Zespół powstał w 2001, a jego założycielami zostali wokalista Vít Starý i perkusista Matyáš Vorda. W 2004 do formacji dołączyli gitarzysta Pepa Bolan oraz basista Michal Faitl. W tym samym roku ukazał się pierwszy materiał demo zatytułowany Říkala, že jí trápí cosi, natomiast dwa lata później grupa podpisała kontrakt z wytwórnią płytową Universal Music. 1 czerwca 2007, nakładem tej firmy fonograficznej, na czeskim i słowackim rynku muzycznym ukazał się debiutancki album studyjny Přišli jsme si pro Vaše děti, promowany utworem „Kapky proti slzám”, który uplasował się na trzydziestym czwartym miejscu w notowaniu Rádio – Top 100. Do tegoż singla, oraz pochodzącego z tej samej płyty utworu „Punk Rock Song”, zostały zrealizowane teledyski, z czego pierwszy z nich wyreżyserował Pavel Sadílek. W 2008 zespół uzyskał dwie nominacje – jako Objev roku w plebiscycie Hudební ceny Óčka 2007 oraz do nagrody Anděl 2007.
23 listopada 2009 ukazał się drugi album studyjny grupy zatytułowany Hledá se žena, który znalazł się na trzydziestej ósmej pozycji na czeskiej liście Albums Top 100. Wydawnictwo było promowane singlami „Hledá se žena” i „Už mě víckrát neuvidíš”, które dotarły kolejno do trzeciego i osiemdziesiątego drugiego miejsca listy Rádio – Top 100. Do obu utworów powstały teledyski, których reżyserii podjął się Pavel Sadílek.
W 2010 zespół otrzymał nagrodę w kategorii Rock podczas gali muzycznej Hudební ceny Óčka 2009 emitowanej w stacji telewizyjnej Óčko. Formacja została również wyróżniona w konkursach Musiq1 Awards 2010 jako Nováčik roka oraz Hudební ceny Óčka 2010 w kategorii Skupina roku.
25 listopada 2011 miała miejsce premiera trzeciej płyty zespołu zatytułowanej Moje krevní skupina, która znalazła się na trzecim miejscu na liście Albums Top 100. Pochodzące z tegoż wydawnictwa single pt. „Františkovy Lázně”, „Šrouby a matice” i „Mechanik” uplasowały się kolejno na piątej, pierwszej i trzydziestej pierwszej pozycji w zestawieniu czeskiego oddziału Międzynarodowej Federacji Przemysłu Fonograficznego. Do każdego z utworów zostały zrealizowane teledyski, z czego za reżyserię pierwszego i ostatniego odpowiadał Pavel Sadílek. W tym samym roku grupa została nagrodzona w kategorii Rock na gali muzycznej Hudební ceny Óčka 2011, podczas której ubiegała się również o laur w nominacjach Skupina roku oraz Videoklip roku.
W 2012 zespół został laureatem plebiscytu Žebřík 2011 w kategorii Skladba roku oraz uzyskał nominację do europejskiej nagrody muzycznej MTV dla najlepszego czeskiego i słowackiego wykonawcy.
8 listopada 2013 ukazał się czwarty album studyjny grupy zatytułowany Siluety, zrealizowany w praskim studiu Biotech pod nadzorem Ecsona Waldesa. Wydawnictwo uplasowało się na piątym miejscu listy Albums Top 100, a promujące je single „Na dlani” i „Siluety”, oraz pochodzący z tej samej płyty utwór pt. „Tanči dokud můžeš”, dotarły kolejno do trzeciej, dwudziestej i dwudziestej siódmej pozycji w notowaniu Rádio Top 100. Do każdego z utworów powstały teledyski, które wyreżyserował Tomáš Kasal. W tym samym roku zespół został nagrodzony w kategorii Kapela – Domácí/cz&sk w plebiscycie Hudební ceny Evropy 2 za rok 2012, w którym ubiegał się także o laur w nominacji Písnička – Domácí/cz&sk z utworem „Šrouby a matice”.
W 2014 formacja otrzymała dwie nagrody – podczas gali muzycznej Óčko hudební ceny 2013 oraz Žebřík 2013 w tej samej kategorii. Po raz drugi została również nominowana do nagrody Hudební ceny Evropy 2 za rok 2013.
20 listopada 2015 na czeskim i słowackim rynku muzycznym ukazała się piąta płyta pt. Potmě jsou všechny kočky černý, która znalazła się na ósmym miejscu czeskiej listy Albums Top 100. Wydawnictwo promowały single „Brouci” oraz „Jaguár na krku”, z których pierwszy dotarł do piątej pozycji zestawienia Rádio – Top 100. Pochodzące z tegoż albumu utwory „Ona se smála” i „Travolta” uplasowały się kolejno na osiemnastym i osiemdziesiątym pierwszym miejscu na tej samej liście przebojów. Do piosenek „Brouci”, „Jaguár na krku” i „Travolta” powstały teledyski, których reżyserem został Tomáš Kasal, natomiast do utworu „Ona se smála” został zrealizowany wideoklip w formie lyric video.
11 marca 2016 grupa zajęła 2. miejsce w kategorii Skupina podczas gali muzycznej Žebřík 2015, która odbyła się w hali DEPO2015 w Pilźnie.
19 stycznia 2018 wydany został szósty album studyjny pt. Po půlnoci, który uplasował się na pierwszym miejscu listy Albums Top 100. Płytę promowały single „Slečno, já se omlouvám se” i „Motýli”, z których drugi dotarł do pierwszej pozycji w zestawieniu stu najczęściej odtwarzanych utworów w czeskich stacjach radiowych. Do obu utworów zostały nakręcone teledyski, pierwszy wyreżyserowali Tomáš Kasal i Matyáš Vorda, zaś drugi – Matyáš Vorda, Tomáš Kasal oraz Michal Budinský. Znajdująca się na tymże albumie piosenka pt. „Apolinář” uplasowała się na 79. miejscu w tym samym zestawieniu. Do utworu powstał wideoklip, który zrealizowali Givinar Kříž i Jordan Haj. Druga pochodząca z tegoż wydawnictwa piosenka zatytułowana „Endorfiny” dotarła do 44. pozycji listy Rádio – Top 100. Do utworu powstał klip w formie lyric video. 25 stycznia 2018 zespół zaprezentował materiał z płyty na koncercie Mandrage - Po půlnoci (živě na ÓČKU), zorganizowanym przez stację telewizyjną Óčko, w ramach programu Óčko Stage živě, natomiast od 2 lutego do 3 marca miała miejsce trasa koncertowa Mandrage – tour 2018, podczas której zespół promował album Po půlnoci. W ramach supportu wystąpił piosenkarz Jakub Ondra. W tym samym roku formacja nagrała utwór „Bez přezůvek bos”, który ukazał się na albumie studyjnym Létající peřina.
W 2019 grupa została nominowana do nagród Anděl 2018 w kategoriach Skladba z utworem „Motýli” oraz Skupina roku, Hudební ceny Evropy 2 za rok 2018 w kategoriach Kapela roku CZ/SK i Album roku CZ/SK za album Po půlnoci oraz Žebřík 2018 w kategorii Skladba z utworem „Motýli”. 14 października tego samego roku ukazał się singel zatytułowany „Vidím to růžově”, do którego został zrealizowany teledysk, który wyreżyserowali Givinar Kříž i Jordan Haj. W wideoklipie wystąpili Karolína Holubová oraz Matěj Paprčiak. Utwór zwiastował siódmy album studyjny formacji pt. Vidím to růžově, który został wydany 3 grudnia 2019 przez wytwórnię płytową Universal Music. Wydawnictwo dotarło do trzynastego miejsca na liście Albums Top 100. Druga pochodząca z tejże płyty piosenka zatytułowana „Kristýna” uplasowała się na jedenastej pozycji w zestawieniu Rádio – Top 100. Do utworu powstał wideoklip w formie lyric video, który zrealizował Matyáš Vorda.
W grudniu 2019 zespół poinformował, że po zakończeniu trasy koncertowej Dlouhej únor, działalność grupy zostanie zawieszona na czas nieokreślony. Powodem tej decyzji były problemy osobiste oraz uzależnienie od narkotyków wokalisty formacji. 1 lutego 2020 zespół zagrał jedyny koncert z tegoż tournée w Forum Karlín w Pradze, który był ostatnim występem grupy przed zakończeniem działalności. Podczas koncertu utwory zespołu wykonali Sebastian, Tomáš Fröde, Adam Mišík, Armin Effenberger, Klára Gajová, Anna K, Žofia Dařbujánová, Debbi, Tereza Balonová i Mirai Navrátil. 26 lutego tego samego roku formacja zajęła drugie miejsce w kategorii Domácí album roku z albumem Vidím to růžově oraz trzecie w kategorii Domácí kapela roku w plebiscycie Hudební ceny Evropy 2 za rok 2019. 13 listopada 2020 przez wytwórnię płytową Universal Music został wydany pierwszy album kompilacyjny zespołu zatytułowany Best of 2007–2020, który zadebiutował na dziesiątym miejscu listy Albums Top 100.

## Skład
- Vít Starý – wokal prowadzący, gitara rytmiczna (2001–2020)
- Pepa Bolan – gitara prowadząca, wokal wspierający (2004–2020)
- Michal Faitl – gitara basowa (2004–2020)
- Matyáš Vorda – perkusja (2001–2020)

### Współpracownicy
- František Bořík – instrumenty klawiszowe (2004–2020)

## Dyskografia
- Přišli jsme si pro Vaše děti (2007)
- Hledá se žena (2009)
- Moje krevní skupina (2011)
- Siluety (2013)
- Potmě jsou všechny kočky černý (2015)
- Po půlnoci (2018)
- Vidím to růžově (2019)